# Cube (film)
Cube is een Canadese sciencefictionfilm uit 1997, geregisseerd door Vincenzo Natali. Hij haalde zijn inspiratie voor Cube uit een aflevering van de serie The Twilight Zone uit 1961, genaamd Five Characters in Search of an Exit.

## Verhaal
Een man genaamd Alderson ontwaakt in een labyrint bestaande uit diverse aan elkaar gekoppelde kubussen (cubes). Hij loopt een kamer in en wordt vervolgens in stukjes gesneden door een traliewerk van ijzerdraad bestaande uit vierkante blokjes.
Vijf mensen die elkaar niet kennen ontwaken ook in de kubussen. Ze weten niet hoe ze daar gekomen zijn. Het zijn  Rennes (de dief), Quentin (de agent), Leaven (de wiskundestudent), Holloway (de dokter) en Worth (de architect).
De vijf worden gedwongen om samen te werken in hun poging uit de kubus te ontsnappen. Ze komen erachter dat in verschillende kamers dodelijke valstrikken geplaatst zijn. Rennes heeft een plan: hij gooit als test een schoen in een kamer om eventuele vallen te activeren. Na een paar kamers te hebben gepasseerd stapt Rennes een kamer in waar hij wat hoort. Hij wordt bespoten met zuur en sterft aan zijn verwondingen. Sommige valstrikken blijken dus niet te reageren op levenloze objecten. Leaven bedenkt een rekensleutel om de valstrikken te voorspellen. Na vele vallen ontweken te hebben komen ze Kazan (een mentaal gehandicapte man) tegen. Iedereen ergert zich aan hem behalve Holloway. Als ze weer een paar kamers verder zijn blijkt Leavens rekensleutel niet meer te werken.
Later verspreekt Worth zich en hij vertelt dat hij de buitenkant van het complex heeft ontworpen, maar hij weet niet wie het concept van de kubussen heeft bedacht. Holloway en Quentin zijn erg boos omdat hij er nu pas mee komt. Quentin en Worth krijgen ruzie maar Holloway komt ertussen. Ze gaan verder met het idee van Rennes.
Uiteindelijk komen ze aan bij de rand van de kubus en doen hun jassen uit om een touw te maken. Holloway wil vrijwillig naar beneden om te kijken wat daar is. Opeens beweegt de grote kubus en Holloway valt. Quentin pakt het touw en trekt haar omhoog. Als Holloway zijn hand pakt laat Quentin haar echter vallen. Quentin zegt dat ze geslipt is, maar Leaven gelooft hem niet. De groep komt uiteindelijk terug in de kamer waar Rennes' lijk ligt. Ze komen erachter dat de kubussen verschuiven. Quentin gooit uit woede de laatste schoen naar buiten. Dan blijkt Kazan met behulp van de markeringen van de afzonderlijke kamers te kunnen berekenen of de kamer veilig is of niet. Quentin slaat door in zijn angst en wanhoop, zodat de rest van de groep zich genoodzaakt voelt hem met geweld achter te laten. Echter, bij de uitgang aangekomen heeft Quentin ook zijn weg gevonden en hij verwondt Worth en doodt Leaven. Voordat Quentin Kazan weet te pakken, pakt Worth hem bij zijn been. Hiermee voorkomt hij dat Quentin de volgende ruimte naar binnen kan gaan. Uiteindelijk bewegen de kubussen, en Quentin is uit elkaar getrokken door de bewegende ruimtes. Worth sterft met het been van Quentin in zijn handen naast Leaven. Kazan verlaat de kamer en stapt een verblindend wit licht in. Zijn lot blijft onduidelijk.

## Rolverdeling
| Acteur            | Personage      | Opmerkingen                   |
| ----------------- | -------------- | ----------------------------- |
| Nicole de Boer    | Joan Leaven    | Wiskundestudent               |
| Maurice Dean Wint | Quentin        | Agent                         |
| David Hewlett     | David Worth    | Architect                     |
| Nicky Guadagni    | Helen Holloway | Dokter                        |
| Andrew Miller     | Kazan          | Verstandelijk beperkte savant |
| Wayne Robson      | Rennes         | Dief                          |
| Julian Richings   | Alderson       | Eerste slachtoffer            |

## Achtergrond
Ondanks het kleine budget van de regisseur werd deze film redelijk succesvol en heeft hij een cultstatus verworven.
Veel van de aantrekkingskracht van de film ligt in het surrealistische; er wordt geen uitgebreide poging gedaan om te verklaren wat de Cube is, of waarom hij werd ontworpen, of waarom juist deze 'medebewoners' werden geselecteerd om binnenin te worden opgesloten. Alhoewel er naar de wereld aan de 'buitenkant' wordt verwezen, wordt die enkel voorgesteld op een uiterst abstracte manier: ofwel als een donkere leegte of als een helder wit licht.

## Trivia
- De film is opgenomen in één kubusvormige set. De illusie van verschillende kubussen werd gewekt door gebruik te maken van panelen van verschillende kleuren.
- Alle personages zijn vernoemd naar gevangenissen: Quentin (San Quentin, Californië), Holloway (Groot-Brittannië), Kazan (Rusland), Rennes (Frankrijk), Alderson (Alderson, West Virginia), Leaven en Worth (Leavenworth, Kansas).
- Om de filmindustrie van Toronto (Canada) te ondersteunen, werkte het special-effectsbedrijf C.O.R.E. gratis mee aan de film.
- Regisseur Vincenzo Natali regisseerde een kort vervolg op de film waarin te zien is wat zich aan de buitenkant van Cube bevindt. Natali zwoer dat niemand ooit te weten zou komen wat er buiten was en heeft de video jaren geleden vernietigd.
- In een van de vroege versies van het scenario vonden de hoofdrolspelers telkens bizar buitenaards voedsel in de verschillende kubussen. Dit idee werd afgeschoten omdat daarmee te duidelijk werd wie verantwoordelijk was voor Cube.

## Vervolgen
- Cube 2: Hypercube (2002)
- Cube Zero (2004)